# Leptotarsus (Longurio) congestus
Leptotarsus (Longurio) congestus is een tweevleugelige uit de familie langpootmuggen (Tipulidae). De soort komt voor in het Oriëntaals gebied.